# Kilián József (politikus)
Kilián József (Erzsébetfalva, 1915. március 5. – Budapest, 1974. július 16.): magyar kőműves, szakpolitikus, építésügyi miniszterhelyettes.

## Élete
Erzsébetfalván, a későbbi Pestszenterzsébeten (a mai Budapest XX. kerületében) született, 1915. március 5-én. 1933-tól 1939-ig a Ganz Villamossági Műveknél dolgozott és már húsz évesen, 1935-ben bekapcsolódott a magyarországi munkásmozgalomba. 1939-ben tagja lett az MSZDP-nek, részt vett a Vörös Segély tevékenységében is. Következő munkahelye a csepeli Weiss Manfréd Acél- és Fémművek volt, ahol 1944-ig alkalmazták. Budapest szovjet ostroma idején, 1944 novembertől szülővárosában fegyveres ellenállási csoport szervezésében vett részt.
A második világháború végét követően, 1945 után az MKP körzeti alapszervezeti titkárává nevezték ki, majd a XX. kerületi pártbizottság munkatársa és városi képviselő-testületi tag, később tanácstag lett. 1948-ban három hónapon keresztül pártiskolába járt, aminek elvégzését követően a budapesti pártbizottság szervezési osztályának instruktori feladataival bízták meg.
1950-től 1952-ig a Gyárépítési Ipari Központ vezetőhelyettese volt, majd az Építésügyi Minisztériumba került főosztályvezetőnek. 1952. május 12-től 1965. január 16-ig építésügyi miniszterhelyettes, illetve a miniszter első helyettese volt, e megbízatása a nyugdíjazásával szűnt meg. Tizenkét évet átívelő miniszterhelyettesi feladatellátása mellett az 1956-os forradalom után közel fél évig – 1956. december 12. és 1957. május 9. között – az Építésügyi Minisztérium megbízott vezetője is volt. 1974. július 16-án hunyt el Budapesten.